# Merchiston Castle School
Merchiston Castle School ist eine private Jungenschule in dem Dorf Colinton in Edinburgh. Sie hat circa 480 Schüler im Alter zwischen acht und achtzehn Jahren, entweder als Internatsschüler oder Tagesschüler, welche 35 % der Schüler ausmachen. Wie das nahe Fettes College, wurde sie nach dem Vorbild der Public Schools erbaut. Sie umfasst eine Junior School (8–13), eine Senior School (13–16) und eine Reformierte Oberstufe.

## Geschichte
Im Mai 1833 setzte Charles Chalmers einen Mietvertrag für Merchiston Castle (das ehemalige Haus von John Napier, dem Erfinder von Logarithmen) – was zu der Zeit in ländlicher Umgebung lag – auf und eröffnete mit dreißig Schülern seine Akademie.
Wie sein Bruder, Thomas Chalmers, Mathematiker, Physiker und Theologe, war Charles an Naturwissenschaften, insbesondere Mathematik, interessiert, sodass er diese Fächer zum Schwerpunkt des Lehrplans machte, obwohl zu dieser Zeit in Schottland mehr Wert auf die klassischen Fächer gelegt wurde.
Über die Zeit wuchs die Schülerzahl über 200 und Merchiston Castle wurde zu klein, um die Schule zu beherbergen. 1930 entschieden die Direktoren, die Schule nach Colinton House und den Ruinen von Colinton Castle, vier Meilen südwestlich von Colinton, zu verlegen. Die Schule öffnete ihre Tore im späteren Verlauf des Jahres.
Drei Jahre später, feierte Merchiston 1933 seine Hundertjahrfeier, besucht von Herzog und Herzogin von York. Nach fünfzig weiteren Jahren, 1983 zu einer Zeit der weiteren Expansion und mit 350 Schülern, besuchte Königin Elisabeth II. die Schule zur Hundertfünfzigjahrfeier.

## Akademische Leistungen
Zwischen 2006 und 2010 hielt Merchiston Castle eine fast 100 % betragende A-level-Abschlussrate, mit 79 % A und B Noten. Die GCSE Abgangsrate betrug 2010 97 %. 2008 erreichten laut Schule 87 % den Eintritt in die Universität ihrer Wahl durch den UCAS.

## Sport
Eine Reihe an Sportarten und Aktivitäten sind in der Schule verfügbar; besonders Rugby Union, in dem über 60 Merchistonians auf internationalem Level gespielt haben. Der stillgelegte Merchistonian Football Club war Gründungsmitglied der Scottish Rugby Union und war mit drei Spielern international tätig. Der ehemalige Trainer Frank Hadden, der an der Schule von 1983–2000 war, war Trainer der schottischen Nationalmannschaft von 2005–2009. Die Schule hat den Scottish Schools' Rugby Cup, 2000–2002 und 2008 gewonnen und nimmt mit der Edinburgh Academy an den ältesten kontinuierlichen Rugbyspielen teil, wobei die ersten am 11. Dezember 1858 stattfanden. Als Zusatz zu Rugby erhielten Schüler von Merchiston in den letzten Jahren Anerkennung in den folgenden Sportarten: Cricket, Leichtathletik, Fechten, Skifahren, Radsport, Schießen, Tennis, Basketball und Squash.

## Anlagen
Über die letzten zwanzig Jahre sind viele strukturelle Veränderungen und Erweiterungen in der Schule gemacht worden, einschließlich einer Musikschule, eines Technologieblocks und einer Bibliothek.
Im Januar 2009 weihte Merchiston ein neues Sixth Form Boarding House mit 126 en-suite Schlafzimmern ein. Es sind Küchen und offene soziale Bereiche auf jedem Flur mit Glaswänden vom Boden bis zur Decke vorhanden. Im Dachgeschoss des Hauses ist ein Café, während im Erdgeschoss ein Kraftraum sowie Seminar- und Arbeitsräume mit Internetverbindung sind.

## Verbindungen zu anderen Schulen
Obwohl Merchiston eine reine Jungenschule ist, gibt es lehrplanübergreifende und soziale Verbindungen mit Mädchenschulen, insbesondere St George’s School for Girls in Edinburgh, und Kilgraston School in Perthshire. Verbindungen werden mit der Queen Margaret's School, York entwickelt.
Diese Verbindungen bestehen aus ressortübergreifernden Initiativen wie modernen Sprachveranstaltungen, Karrieretagungen und Spaßtagen für die Junior School. Gemeinsame Theater- und Musikproduktionen werden unternommen.

## Häuser
Die Namen der Häuser sind:
- Pringle House
- Pringle Centre
- Chalmers West
- Chalmers East
- Rogerson
- Evans
- Laidlaw

## Bekannte Schüler und Lehrer

### Absolventen
Ehemalige Schüler sind bekannt als Merchistonians.
- John Baird – Air Marshal und Surgeon General UK Armed Forces 1997–2000
- Danny Bhoy – Komiker
- Peter Burt – Governor & Chief Executive der Bank of Scotland 1996–2001, ehemaliger Vorsitzender des ITV
- John James Cowperthwaite – Finanzsekretär von Hong Kong von 1961–1971.
- James Craig, 1. Viscount Craigavon, (1841–1940), erster Premierminister von Nordirland von 1921–1940
- Samuel Cunningham, Geschäftsmann und Senator des Parlaments von Nordirland, 1921–1945
- Louis Leisler Greig – königlicher Kammerdiener und prominentes Mitglied des faschistischen January Clubs
- John MacGregor (1871–1940), ehemaliger Kabinettsminister des Vereinigten Königreichs
- Sir James Marjoribanks – Karrierediplomat, der 1967 Großbritanniens erfolgreichen Antrag zur Aufnahme in die Europäische Gemeinschaft stellte.
- David Milne-Watson, 1. Baronet, Geschäftsmann
- William Azariah Munn (1864–1940), kanadischer Unternehmer und Historiker
- William Grant Stairs – kanadischer Entdecker, Soldat und Abenteurer.
- Charles Wyville Thomson (1830–1882), Zoologe und Hauptwissenschaftler der Challenger-Expedition.
- James Wilson Robertson – ehemaliger Generalgouverneur von Nigeria.

### International-Rugby-Union-Footballer
Merchiston hat 63 Footballer der International Rugby-Union hervorgebracht – 56 für Schottland, vier für Irland und zwei für England.

### Ehemalige Lehrer
- Hely Hutchinson Almond – einer der Schiedsrichter des ersten Rugby-International zwischen Schottland und England 1871
- Frank Hadden – ehemaliger Trainer der schottischen Rugby-Union-Nationalmannschaft 2005–2009
- Ken Houston – International Rugby-Union-Spieler für Irland
- Arnold Spencer-Smith (1883–1916) lehrte hier zu Beginn des 20. Jahrhunderts. Er verlor sein Leben bei der Entdeckung der Antarktis.